# دهستان کیوان
دهستان کیوان یکی از دهستان‌های استان آذربایجان شرقی است که در بخش مرکزی شهرستان خداآفرین واقع شده‌است.